# Jimmy Dickinson
James William "Jimmy" Dickinson (25 de abril de 1925 - 8 de novembro de 1982) foi um jogador de futebol inglês, que jogou como ala esquerdo

## Carreira
Dickinson atuou entre 1946 e 1965 no Portsmouth F.C. e entre 1949 e 1956 na Seleção Inglesa de Futebol. Após encerrar a sua carreira, treinou o Portsmouth entre 1977 e 1979. Faleceu de ataque cardíaco, aos 57 anos, em sua casa em Alton. Ele fez parte do elenco da Seleção Inglesa de Futebol que disputou a Copa do Mundo de 1950 e a Copa do Mundo de 1954.